# Blagnac Constellation
Blagnac Constellation est un Etablissement Public de Coopération Intercommunale (SIVOM) qui regroupe 6 communes du Nord-Ouest toulousain (Haute-Garonne) : Aussonne, Beauzelle, Blagnac, Cornebarrieu, Mondonville et Seilh.
L'appellation "Blagnac Constellation » fait référence aux activités aéronautiques, et principalement les ateliers de fabrication de la société Airbus, qui contribuent largement au développement économique et à l’équipement des communes ainsi qu'au bien-être des habitants de ce secteur de l'agglomération toulousaine.
Le SIVOM Blagnac Constellation assure la concertation entre les communes dans le domaine de l'urbanisation dans le but de gérer les territoires de manière cohérente et équilibrée et permet ainsi de réaliser des équipements publics communs et complémentaires.
Les domaines d'intervention du SIVOM sont :
- la réalisation et la gestion des équipements nécessaires à la vie des habitants ;
- la mise à disposition de services en matière d’aide à la recherche d’emploi ;
- l’accueil des gens du voyage.

Un des projets en cours de réalisation est la construction d'une gendarmerie sur la commune de Beauzelle.
Accès par les transports en commun de Toulouse et sa ligne T1 du tramway, station de Beauzelle (Aéroconstellation)